# Igreja Matriz de Oliveira do Hospital
A Igreja Matriz de Oliveira do Hospital, também referida como Igreja Paroquial de Oliveira do Hospital e Capela dos Ferreiros ou Igreja da Exaltação da Santa Cruz, é um templo católico localizado na cidade de Oliveira do Hospital.
Igreja construída desde o século XIII ao XVIII, a Capela dos Ferreiros que lhe está adossada está classificada como Monumento Nacional desde 1936.

## Características

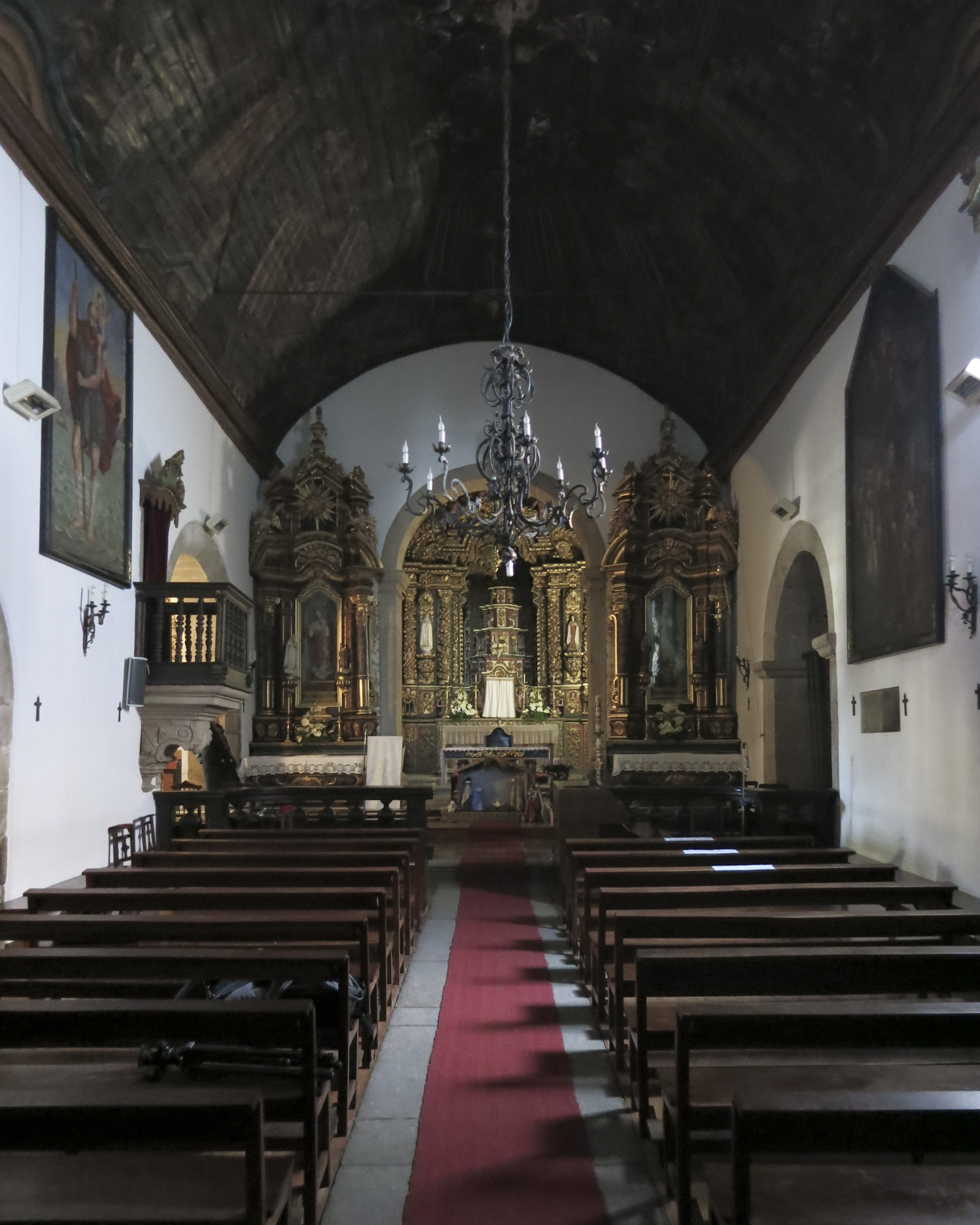
Igreja Matriz de Oliveira do Hospital

A Igreja Matriz de Oliveira do Hospital tem como titular a exaltação da Santa Cruz. A construção original, de características romano-góticas, data dos séculos XIII e XIV, tendo sido profundamente remodelada em épocas posteriores, em particular no séc. XVIII.
Igreja paroquial de uma só nave com teto de madeira pintada, conserva no conjunto três capelas: Capela dos Ferreiros (séc. XIV); Capela de S. Brás e Senhora da Piedade (séc. XVI); Capela de Nossa Senhora da Expectação (séc. XVIII). O retábulo principal, do princípio do séc. XVIII, é em madeira entalhada policromada. Os retábulos colaterais do arco cruzeiro, igualmente em talha policromada, de duas colunas, datam do final do séc. XVIII. Destaque-se em particular a Capela dos Ferreiros, que preserva a traça trecentista original e alberga um notável grupo escultórico da autoria de Mestre Pero (conjunto classificado como Monumento Nacional – Decreto n.º 26 500, DG, I Série, n.º 79, de 4-04-1936).
A igreja possui um significativo núcleo de imaginária (nomeadamente do séc. XIV) proveniente das oficinas de escultura coimbrãs.

## Capela dos Ferreiros
A capela dos Ferreiros é um dos mais importantes espaços funerários góticos portugueses, tanto pela importância das obras que acolhe como por se tratar de uma das raras capelas sepulcrais medievais de iniciativa privada que sobreviveu até aos nossos dias em território nacional. A sua construção deve-se a Domingos Joanes, um nobre de ascendência obscura, neto de D. Chavão, que aí se fez sepultar junto a D. Domingas Sabachais, sua mulher, uma figura igualmente mal documentada da nossa história medieval.
A capela é um espaço retangular de dimensões modestas (aproximadamente 6,50m x 3,50m), com cobertura de berço quebrado e contínuo, iluminado por dois pequenos óculos quadrilobados. Se, arquitetonicamente, esta capela não se destaca de tantas outras construções arcaizantes datadas dos séculos XIII e XIV, o notável conjunto escultórico do seu interior – o mais completo do gótico português –, revela uma atualidade de gosto e um desafogo económico incomum no panorama nacional da primeira metade do século XIV.
Da autoria de Mestre Pero, o conjunto integra dois túmulos, a estátua de um cavaleiro, um retábulo e uma imagem da Virgem com o Menino, afirmando-se como um conjunto de importância fulcral na abordagem das produções desse escultor, de provável origem aragonesa, que desempenhou um papel chave na renovação da escultura medieval portuguesa.

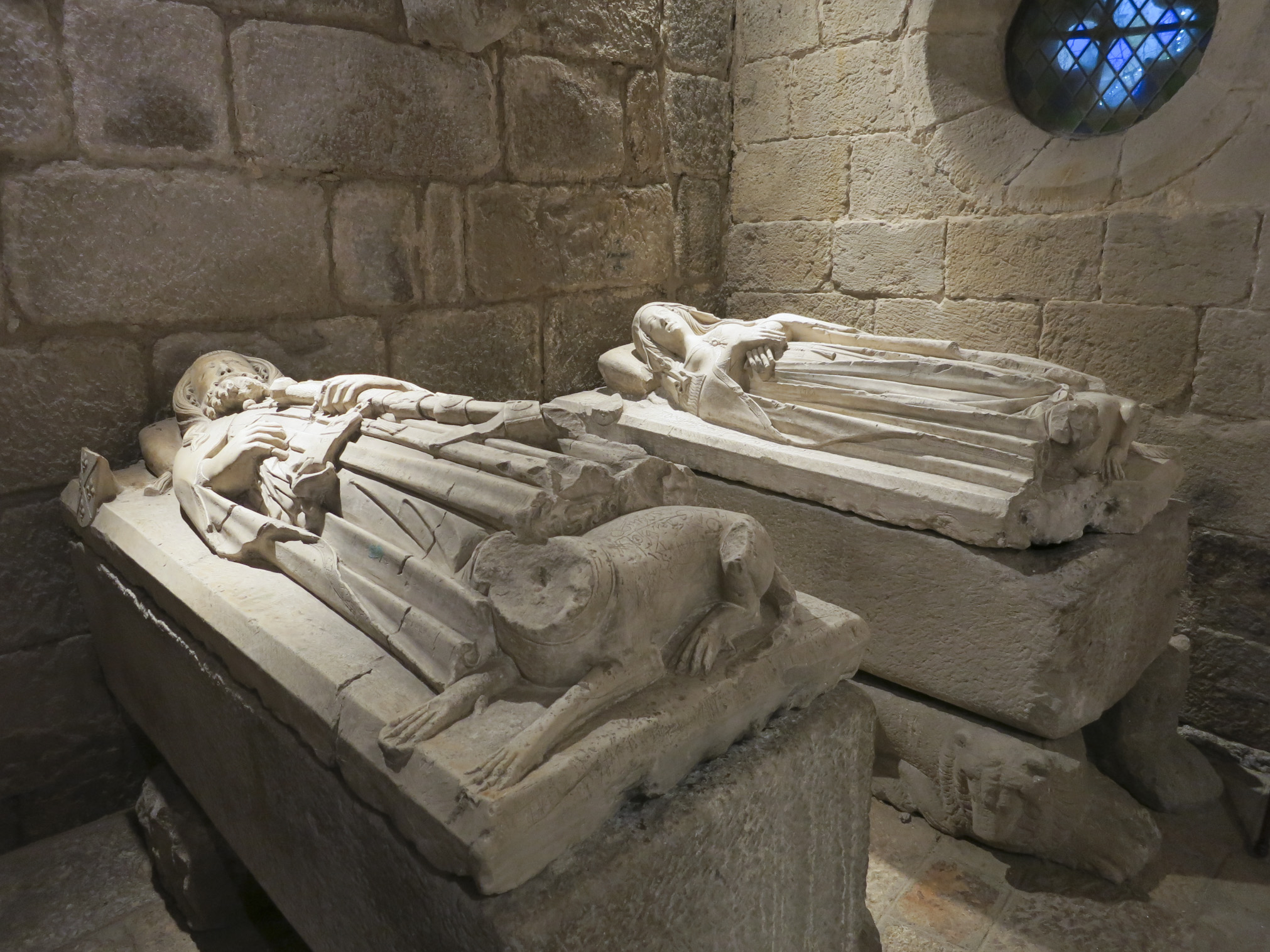
Mestre Pero, Túmulos de Domingos Joanes e Domingas Sarabanchais, Capela dos Ferreiros
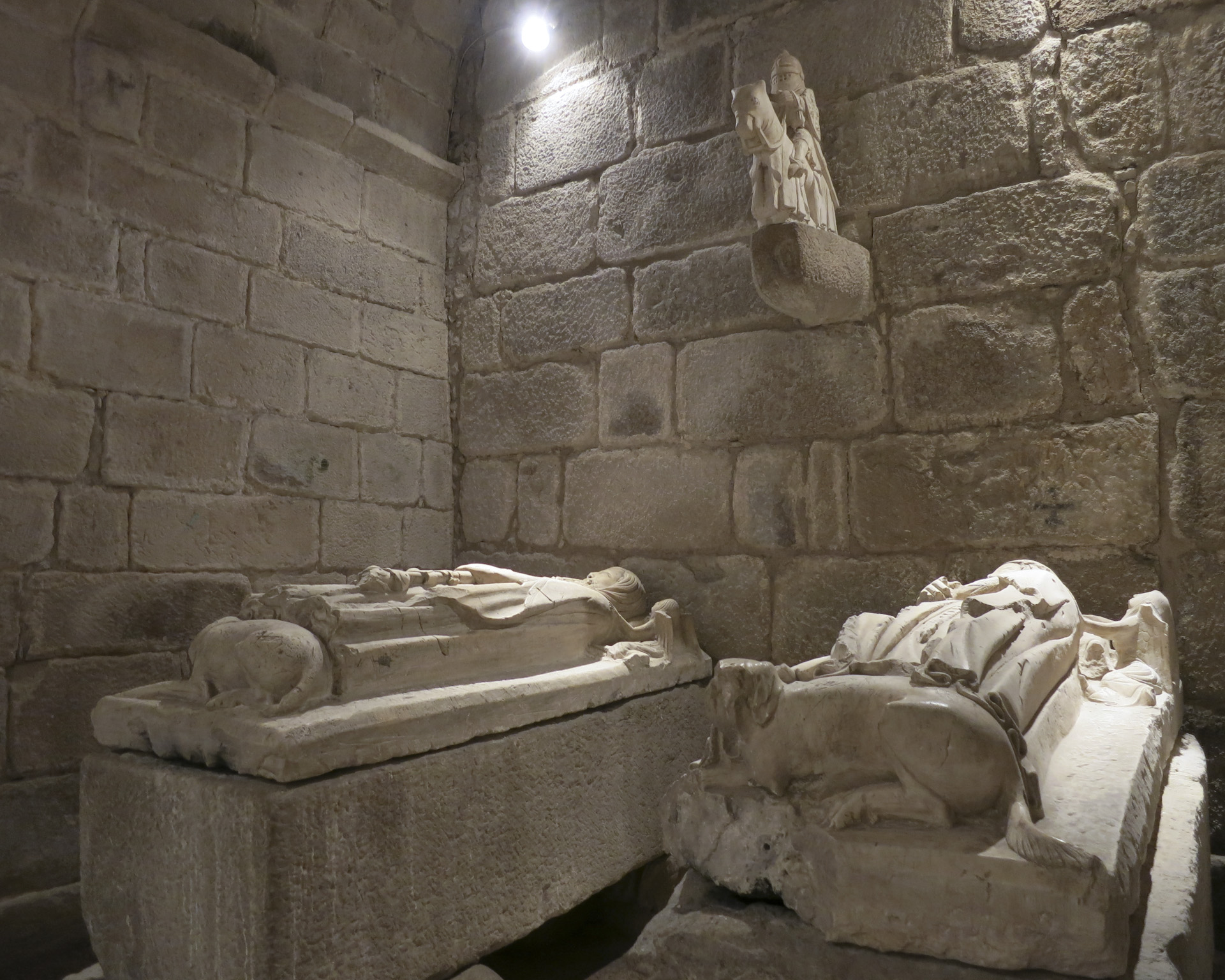
Mestre Pero, Túmulos de Domingos Joanes e Domingas Sarabanchais, Capela dos Ferreiros
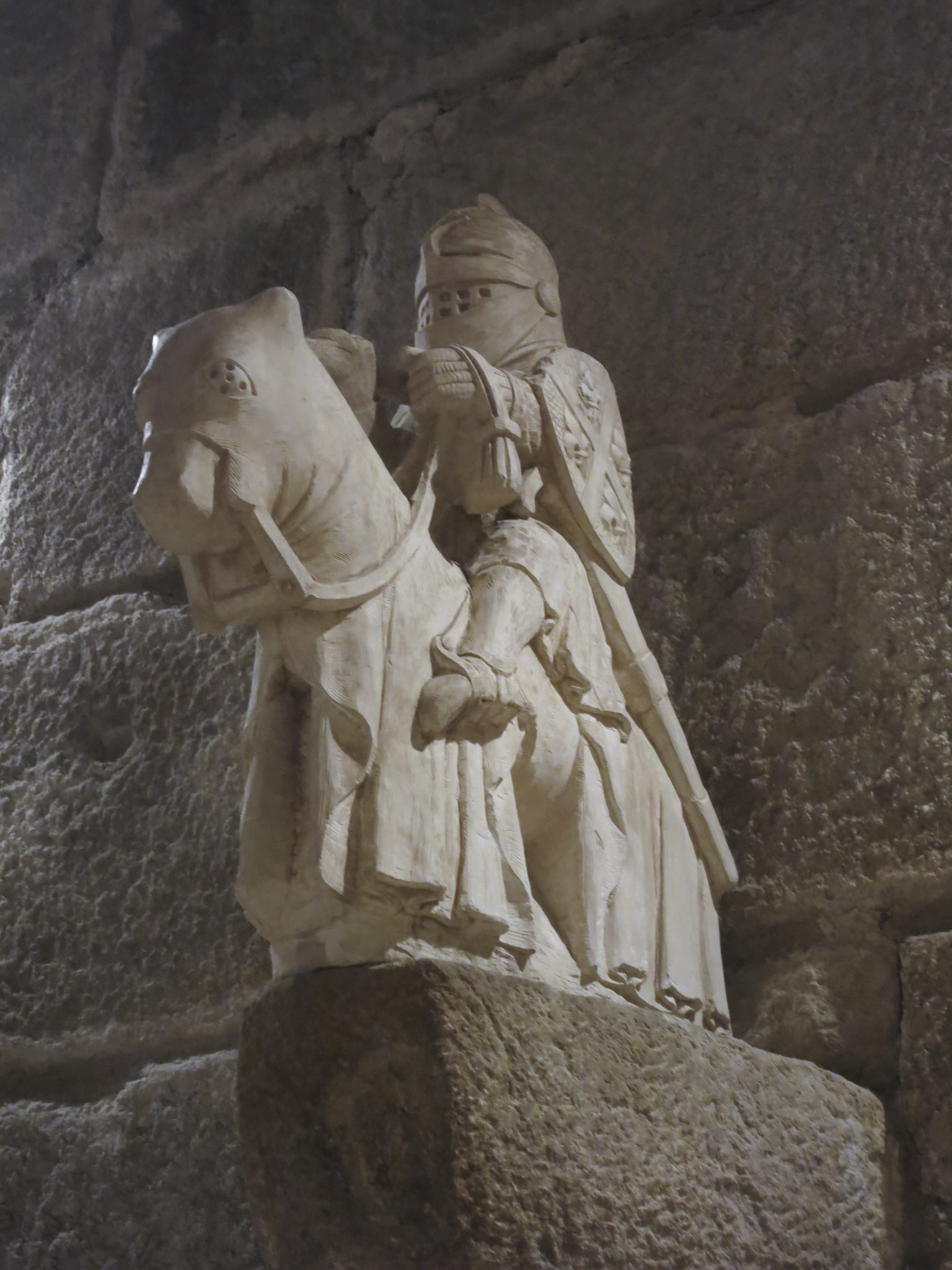
Mestre Pero, Cavaleiro Medieval, Capela dos Ferreiros
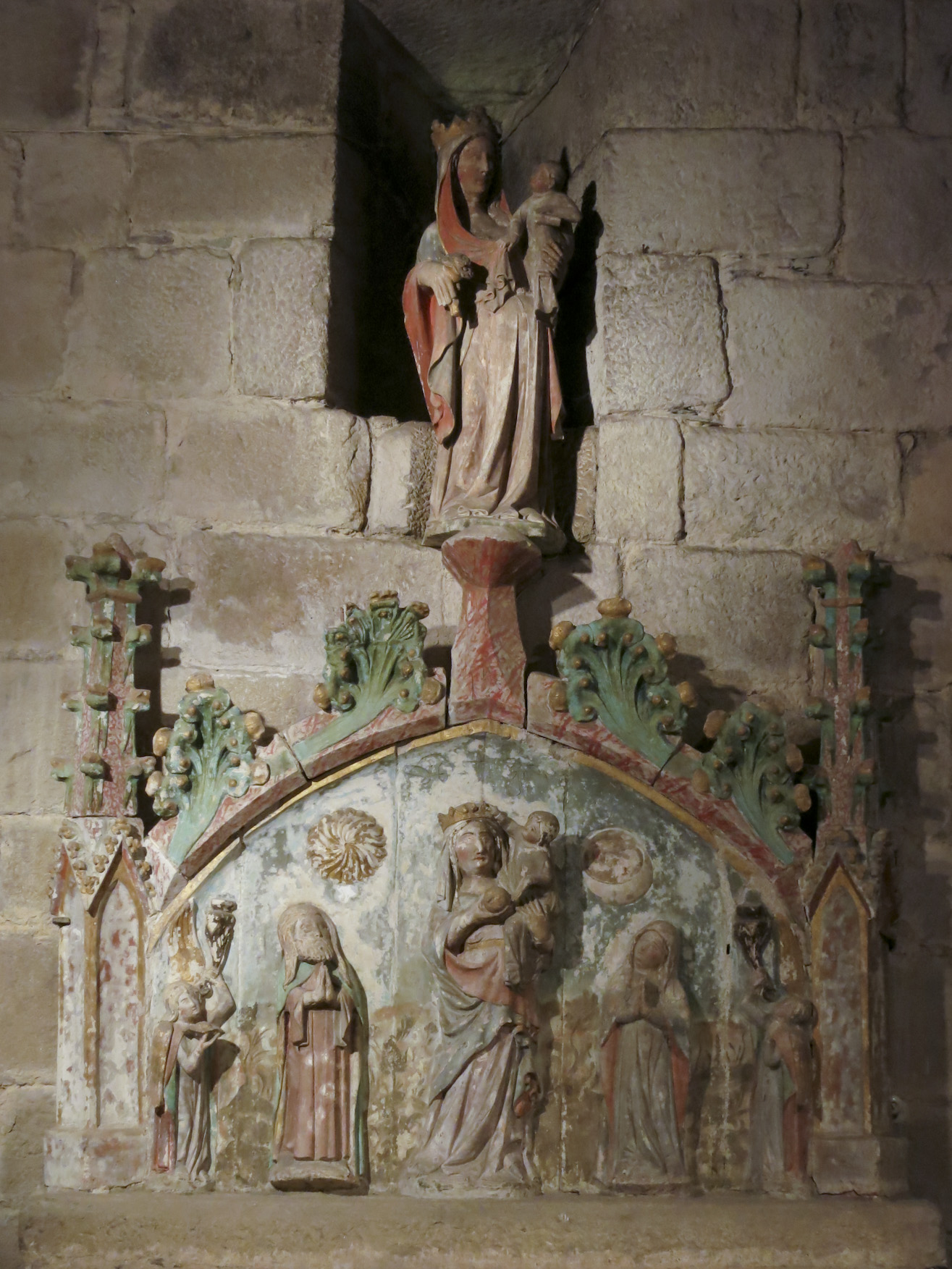
Mestre Pero, Retábulo e Virgem com o Menino, Capela dos Ferreiros